# Cupa României la handbal feminin 2005-2006
Cupa României la handbal feminin 2005-2006 a fost a 25-a ediție a competiției de handbal feminin românesc organizată de Federația Română de Handbal (FRH) cu începere din 1978. Fazele superioare ale ediției 2005-2006 s-au desfășurat între 27 martie-4 mai 2006. Meciurile s-au jucat pe terenurile proprii echipelor participante, iar finala s-a disputat pe teren neutru, în Sala Transilvania din Sibiu. Câștigătoarea competiției a fost echipa Rulmentul Brașov, fiind al doilea trofeu de acest fel obținut de formația brașoveană.

## Echipe participante
La ediția 2005-2006 a Cupei României au participat toate echipele din sezonul 2005-2006 al Ligii Naționale de handbal feminin, iar opt din ele s-au calificat în sferturile de finală.
Echipele participante în fazele superioare ale Cupei României au fost:
| - HCM Baia Mare - Rulmentul Brașov (antrenori Mariana Târcă, Aurelian Roșca) - CSM Cetate Deva (antrenor Marcel Șerban) - HC Oțelul Galați | - Astral Poșta Câlnău (antrenor Valentina Cozma) - CS Oltchim Râmnicu Vâlcea (antrenori Cornel Bădulescu, Petre Berbecaru) - HCM Roman (antrenori Liviu Paraschiv, Dan Moisii) - HC Zalău (antrenor Gheorghe Tadici) |

## Distribuție
Echipele participante au jucat meciuri tur-retur preliminare, iar formațiile clasate pe primele opt locuri în urma acestor meciuri s-au calificat în sferturile de finală.

## Date
Meciurile fazelor superioare ale ediției 2005-2006 a Cupei României s-au desfășurat între 27 martie-4 mai 2006, astfel: 
- sferturile de finală pe 27 și 29 martie (turul), respectiv 30 martie, 1 și 2 aprilie (returul);
- semifinalele pe 16 aprilie, de la orele 11:00, și 26 aprilie, de la orele 17:00 (turul), respectiv 27 aprilie, de la orele 11:00 și 17:00 (returul);
- finala pe 4 mai, de la ora 17:45.

|  | Sferturi (scor general) | Sferturi (scor general) |                                  |    | Semifinale (scor general) | Semifinale (scor general) |  |  | Finala | Finala |
|  |                         |                         |                                  |    |                           |                           |  |  |        |        |
|  | 27 martie, 1 aprilie    |                         |                                  |    |                           |                           |  |  |        |        |
|  |                         |                         |                                  |    |                           |                           |  |  |        |        |
|  | Astral Poșta Câlnău     | 49                      |                                  |    |                           |                           |  |  |        |        |
|  | Astral Poșta Câlnău     | 49                      | 26, 27 aprilie                   |    |                           |                           |  |  |        |        |
|  | Oltchim Rm. Vâlcea      | 57                      |                                  |    |                           |                           |  |  |        |        |
|  | Oltchim Rm. Vâlcea      | 57                      | Rulmentul Brașov                 | 58 |                           |                           |  |  |        |        |
|  | 27 martie, 1 aprilie    |                         | Rulmentul Brașov                 | 58 |                           |                           |  |  |        |        |
|  |                         | HCM Roman               | 48                               |    |                           |                           |  |  |        |        |
|  | HC Oțelul Galați        | HCM Roman               | 48                               | 43 |                           |                           |  |  |        |        |
|  | HC Oțelul Galați        |                         | 4 mai – Sala Transilvania, Sibiu | 43 |                           |                           |  |  |        |        |
|  | HCM Roman               | 47                      |                                  |    |                           |                           |  |  |        |        |
|  | HCM Roman               | 47                      | Rulmentul Brașov                 | 29 |                           |                           |  |  |        |        |
|  | 29 martie, 2 aprilie    |                         | Rulmentul Brașov                 | 29 |                           |                           |  |  |        |        |
|  |                         | Oltchim Rm. Vâlcea      | 26                               |    |                           |                           |  |  |        |        |
|  | HCM Baia Mare           | Oltchim Rm. Vâlcea      | 26                               | 54 |                           |                           |  |  |        |        |
|  | HCM Baia Mare           | 16, 27 aprilie          |                                  | 54 |                           |                           |  |  |        |        |
|  | HC Zalău                | 55                      |                                  |    |                           |                           |  |  |        |        |
|  | HC Zalău                | 55                      | Oltchim Rm. Vâlcea               | 52 | Finala mică               | Finala mică               |  |  |        |        |
|  | 29, 30 martie           |                         | Oltchim Rm. Vâlcea               | 52 | Finala mică               | Finala mică               |  |  |        |        |
|  |                         | HC Zalău                | 49                               |    |                           |                           |  |  |        |        |
|  | CSM Cetate Deva         | HC Zalău                | 49                               | 51 | Nu s-a mai disputat       |                           |  |  |        |        |
|  | CSM Cetate Deva         |                         |                                  | 51 | Nu s-a mai disputat       |                           |  |  |        |        |
|  | Rulmentul Brașov        | 53                      |                                  |    |                           |                           |  |  |        |        |
|  | Rulmentul Brașov        | 53                      |                                  |    |                           |                           |  |  |        |        |
|  |                         |                         |                                  |    |                           |                           |  |  |        |        |
|  |                         |                         |                                  |    |                           |                           |  |  |        |        |

## Partide
| Echipa                 | M | V | E | Î | GM  | GP  | G   | Pct |
| ---------------------- | - | - | - | - | --- | --- | --- | --- |
| Rulmentul Brașov       | 5 | 4 | 1 | 0 | 140 | 125 | +15 | 9   |
| Oltchim Râmnicu Vâlcea | 5 | 3 | 0 | 2 | 135 | 127 | +8  | 6   |
| HC Zalău               | 4 | 2 | 0 | 2 | 104 | 106 | −2  | 4   |
| HCM Roman              | 4 | 2 | 0 | 2 | 95  | 101 | −6  | 4   |
| HCM Baia Mare          | 2 | 1 | 0 | 1 | 54  | 55  | −1  | 2   |
| CSM Cetate Deva        | 2 | 0 | 1 | 1 | 51  | 53  | −2  | 1   |
| HC Oțelul Galați       | 2 | 0 | 0 | 2 | 43  | 47  | −4  | 0   |
| Astral Poșta Câlnău    | 2 | 0 | 0 | 2 | 49  | 57  | −8  | 0   |

### Sferturile de finală
Sferturile de finală s-au jucat în sistem tur-retur, fiecare echipă disputând câte două meciuri, unul pe teren propriu și unul în deplasare.
| 27 martie 2006 | Astral Poșta Câlnău | 24 - 28 | Oltchim Râmnicu Vâlcea | Sala Sporturilor Romeo Iamandi, Buzău |
| 27 martie 2006 | Goran 9             | (13-13) | Meiroșu 7              | Sala Sporturilor Romeo Iamandi, Buzău |
| 27 martie 2006 |                     |         |                        | Sala Sporturilor Romeo Iamandi, Buzău |

| 27 martie 2006 | HC Oțelul Galați | 22 - 24 | HCM Roman | Sala Siderurgistul, Galați |
| 27 martie 2006 | (11-14)          |         |           | Sala Siderurgistul, Galați |
| 27 martie 2006 |                  |         |           | Sala Siderurgistul, Galați |

| 29 martie 2006 | HCM Baia Mare | 29 - 26 | HC Zalău | Sala Sporturilor Lascăr Pană, Baia Mare |
| 29 martie 2006 | (15-11)       |         |          | Sala Sporturilor Lascăr Pană, Baia Mare |
| 29 martie 2006 |               |         |          | Sala Sporturilor Lascăr Pană, Baia Mare |

| 29 martie 2006 | CSM Cetate Deva | 26 - 28 | Rulmentul Brașov | Sala Polivalentă, Deva |
| 29 martie 2006 | (11-17)         |         |                  | Sala Polivalentă, Deva |
| 29 martie 2006 |                 |         |                  | Sala Polivalentă, Deva |

| 30 martie 2006 11:00 | Rulmentul Brașov | 25 - 25 | CSM Cetate Deva | Sala Sporturilor Dumitru Popescu Colibași, Brașov |
| 30 martie 2006 11:00 | Barcan 12        | (13-14) | Cartaș 7        | Sala Sporturilor Dumitru Popescu Colibași, Brașov |
| 30 martie 2006 11:00 |                  |         |                 | Sala Sporturilor Dumitru Popescu Colibași, Brașov |

| 1 aprilie 2006 11:00 | Oltchim Râmnicu Vâlcea | 29 - 25 | Astral Poșta Câlnău | Sala Sporturilor Traian, Râmnicu Vâlcea |
| 1 aprilie 2006 11:00 | Ardean-Elisei 8        | (17-13) |                     | Sala Sporturilor Traian, Râmnicu Vâlcea |
| 1 aprilie 2006 11:00 |                        |         |                     | Sala Sporturilor Traian, Râmnicu Vâlcea |

| 1 aprilie 2006 13:00 | HCM Roman | 23 - 21 | HC Oțelul Galați | Sala Polivalentă, Roman |
| 1 aprilie 2006 13:00 | (13-7)    |         |                  | Sala Polivalentă, Roman |
| 1 aprilie 2006 13:00 |           |         |                  | Sala Polivalentă, Roman |

| 2 aprilie 2006 10:00 | HC Zalău | 29 - 25 | HCM Baia Mare | Sala Sporturilor „Avram Iancu”, Zalău |
| 2 aprilie 2006 10:00 | (18-10)  |         |               | Sala Sporturilor „Avram Iancu”, Zalău |
| 2 aprilie 2006 10:00 |          |         |               | Sala Sporturilor „Avram Iancu”, Zalău |

### Semifinalele
Semifinalele s-au jucat în sistem tur-retur, fiecare echipă disputând câte două meciuri, unul pe teren propriu și unul în deplasare. HCM Roman a jucat ambele partide pe terenul formației Rulmentul Brașov.
S-au calificat în finală echipele cu cel mai bun rezultat general în urma celor două meciuri disputate.
| 26 aprilie 2006 17:00 | HCM Roman | 24 - 33 | Rulmentul Brașov | Sala Sporturilor Dumitru Popescu Colibași, Brașov |
| 26 aprilie 2006 17:00 | (15-14)   |         |                  | Sala Sporturilor Dumitru Popescu Colibași, Brașov |
| 26 aprilie 2006 17:00 |           |         |                  | Sala Sporturilor Dumitru Popescu Colibași, Brașov |

| 16 aprilie 2006 11:00 | Oltchim Râmnicu Vâlcea | 31 - 24 | HC Zalău | Sala Sporturilor Traian, Râmnicu Vâlcea |
| 16 aprilie 2006 11:00 | (17-15)                |         |          | Sala Sporturilor Traian, Râmnicu Vâlcea |
| 16 aprilie 2006 11:00 |                        |         |          | Sala Sporturilor Traian, Râmnicu Vâlcea |

| 27 aprilie 2006 11:00 | Rulmentul Brașov | 25 - 24 | HCM Roman         | Sala Sporturilor Dumitru Popescu Colibași, Brașov |
| 27 aprilie 2006 11:00 | Barcan 12        | (10-12) | Moldovan, Pavăl 6 | Sala Sporturilor Dumitru Popescu Colibași, Brașov |
| 27 aprilie 2006 11:00 |                  |         |                   | Sala Sporturilor Dumitru Popescu Colibași, Brașov |

| 27 aprilie 2006 17:00 | HC Zalău | 25 - 21 | Oltchim Râmnicu Vâlcea | Sala Sporturilor „Avram Iancu”, Zalău |
| 27 aprilie 2006 17:00 | Crap 8   | (14-11) | Tâlvâc 6               | Sala Sporturilor „Avram Iancu”, Zalău |
| 27 aprilie 2006 17:00 |          |         |                        | Sala Sporturilor „Avram Iancu”, Zalău |

### Finala
Finala s-a disputat într-o singură manșă și a fost televizată de postul TV Sport. Partida s-a desfășurat în Sala Transilvania din Sibiu.
| 4 mai 2006 18:45 | Rulmentul Brașov       | 29 - 26 (Prel.) | Oltchim Râmnicu Vâlcea | Sala Transilvania, Sibiu Asistență: 2.000 |
| 4 mai 2006 18:45 | Tivadar 7              | (15-10)         | Ardean-Elisei 7        | Sala Transilvania, Sibiu Asistență: 2.000 |
| 4 mai 2006 18:45 |                        |                 |                        | Sala Transilvania, Sibiu Asistență: 2.000 |
| 4 mai 2006 18:45 | FT: 24 - 24 Prel.: 5-2 |                 |                        | Sala Transilvania, Sibiu Asistență: 2.000 |